# Triratna

Simbolo del triratna, dallo stupa di Sanchi, I secolo.

Con il termine sanscrito Triratna (Tre Gioielli; pāli tiratana; thai ไตรรัตน์ trairat; singalese තෙරුවන් teruwan; cinese 三寶  sānbăo; giapponese sanbō; vietnamita tam bảo; coreano  삼보 sambo;  mongolo ɣurban erdeni; tibetano dkon mchog gsum) nel Buddismo si intendono il Buddha, il Dharma e il Saṃgha,  talora indicati anche come Triplice Gemma o Triplice Rifugio o Tre Tesori.
I Tre Gioielli sono gli elementi a cui ricorrono per trovare rifugio i buddisti, che li considerano le principali guide spirituali, ed hanno il seguente significato:
- Buddha

dal Sanscrito e dal Pali: L'Illuminato o Il Risvegliato; (CH) : 佛陀, Fótuó, (JA) : 仏, Butsu, (Tib): sangs-rgyas, (Mong): burqan
può essere riferito alla persona del Buddha (Sakyamuni) o alla sua natura o alla più alta potenziale spiritualità presente in tutti gli esseri umani
- Dharma

Sanscrito: L'Insegnamento; Pali: Dhamma, (CH): 法, Fǎ, (JA): Hō, (Tib): chos, (Mong): nom
gli Insegnamenti del Buddha
- Sangha

Sanscrito, Pali: La Comunità; (CH): 僧, Sēng, (JA): Sō, (Tib): dge-'dun, (Mong): quvaraɣ
La comunità di quanti hanno ottenuto l'Illuminazione, può anche riferirsi, in senso più ampio, alla comunità di quanti praticano il Buddismo.

## Prendere rifugio
La formula con cui si prende rifugio nei Tre Gioielli viene recitata in gruppo in tutte le feste e cerimonie buddiste, e la sua triplice recitazione individuale, usualmente davanti alla comunità e a dei monaci, viene considerata la formale entrata del recitante nella comunità dei laici e delle laiche buddiste, upāsaka e upāsikā.

In Pāli questa recitazione cantata, nota come Vandana Tisarana viene così scandita:
| - Buddham śaranam gacchāmi Prendo rifugio nel Buddha. - Dhammam śaranam gacchāmi Prendo rifugio nel Dharma. - Sangham śaranam gacchāmi Prendo rifugio nel Sangha |

Alla prima recitazione segue una seconda in cui si antepone a ciascuna strofa la parola dutiyampi, "per la seconda volta", e infine una terza in cui si antepone a ciascuna strofa la parola tatiyampi, "per la terza volta".
In Estremo Oriente, parallelamente alla versione in Pāli, vengono anche utilizzate versioni in lingua locale, basate sul testo in cinese classico:
| - 自皈依佛，當願眾生，體解大道，發無上心。 Prendo rifugio nel Buddha, desiderando che tutti gli esseri senzienti comprendano la Grande Via e che vi si dedichino con tutto l'animo. - 自皈依法，當願眾生，深入經藏，智慧如海。 Prendo rifugio nel Dharma, desiderando che tutti gli esseri senzienti approfondiscano le Scritture buddiste sì che la loro saggezza sia come il mare. - 自皈依僧，當願眾生，統理大眾，一切無礙。 Prendo rifugio nel Sangha, desiderando che tutti gli esseri senzienti siano uniti in armonia, completamente e senza ostruzioni. |

In tibetano:
| - སངས་རྒྱས་ཆོས་དང་ཚོགས་ཀྱི་མཆོག་རྣམས་ལ། Sang-gye cho-dang tsog-kyi cho-nam-la Prendo rifugio nel Buddha, Dharma e Sangha - བྱང་ཆུབ་བར་དུ་བདག་ནི་སྐྱབས་སུ་མཆི། Jang-chub bar-du dag-ni kyab-su-chi Finché non abbia ottenuto l'illuminazione. - བདག་གིས་སྦྱིན་སོགས་བགྱིྱིས་པའི་བསོད་ནམས་ཀྱིས། Dag-gi jin-sog gyi-pe so-nam-kyi Grazie ai meriti che ho accumulato dalla pratica della generosità e dalle altre Pāramitā - འགྲྲོ་ལ་ཕན་ཕྱིར་སངས་རྒྱས་འགྲྲུབ་པར་ཤོག །། Dro-la pan-chir sang-gye drub-par-shog Possa io ottenere l'Illuminazione, per il beneficio di tutti quanti migrano. |

## Basi scritturali
Il Triratna viene trattato nel Discorso dei gioielli (Ratanasutta), "Cūḷavagga" 13, 2.1., del Suttanipāta. Viene citato nel Jātakamālā, nella "Storia della Tigre" e nel Mahaparinibbana Sutta.

## Arte

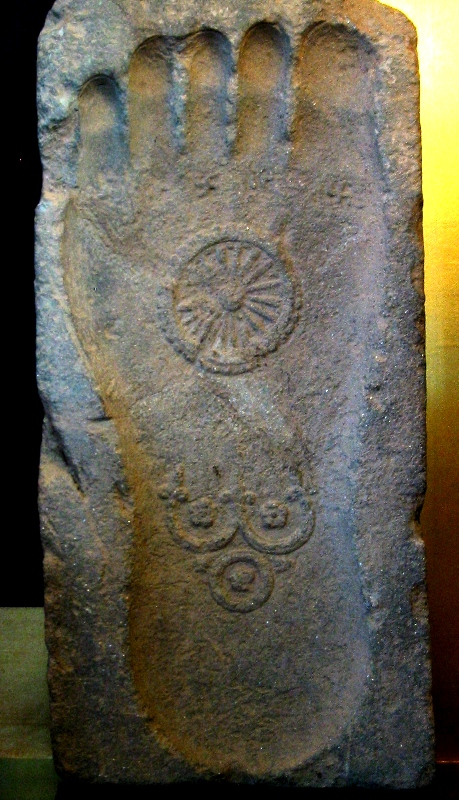
Il Triratna, sormontato da una rappresentazione del dharmachakra su una impronta del piede, allegoria del Buddha Śakyamuni. Primo secolo. Gandhara.

La raffigurazione del Triratna con un tridente (sanscrito: trishūla) compare almeno dal II secolo a.C. nei fregi dello stupa di Sanchi e in varie monete diffuse nell'India settentrionale.

Dal primo secolo d.C., compare nelle rappresentazioni aniconiche del Buddha Śakyamuni (il "Trono", l'"Impronta del piede"), spesso sovrapposto a una ruota, il dharmachakra.

Sul portale dello stupa di Sanchi, costruito verso il primo secolo d.C., è rappresentato come nella sottostante fotografia.

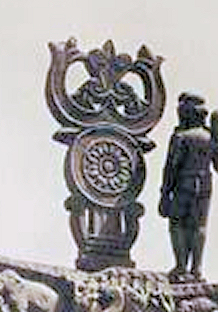
Il nodo infinito, Shrivatsa, dentro un triratana sovrasta il Dharmacakra sul portale settentrionale dello stupa di Sanchi.

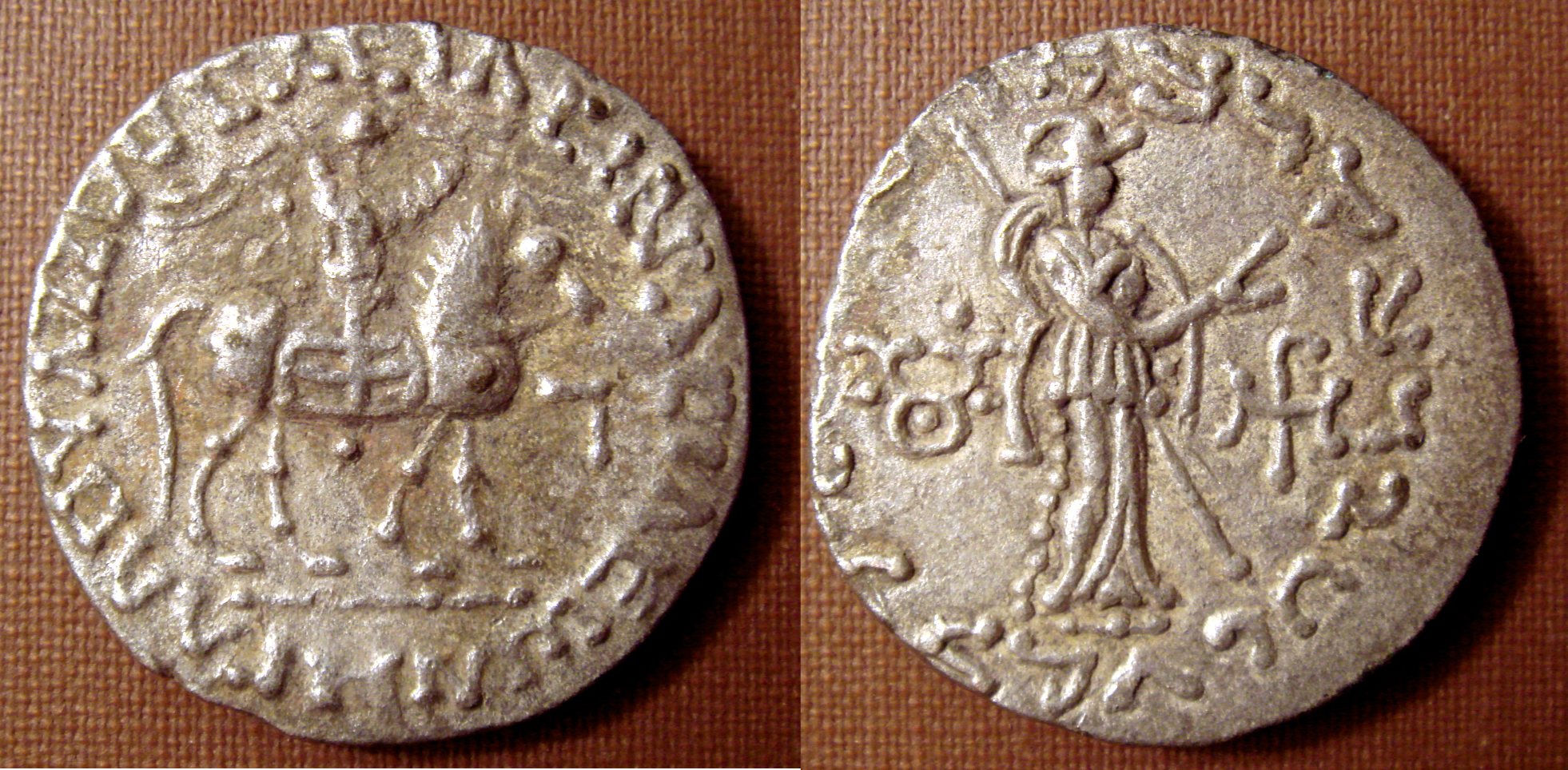
Triratna sul verso di una moneta indo-scita del re Azes II (regnante circa 35-12 BCE).
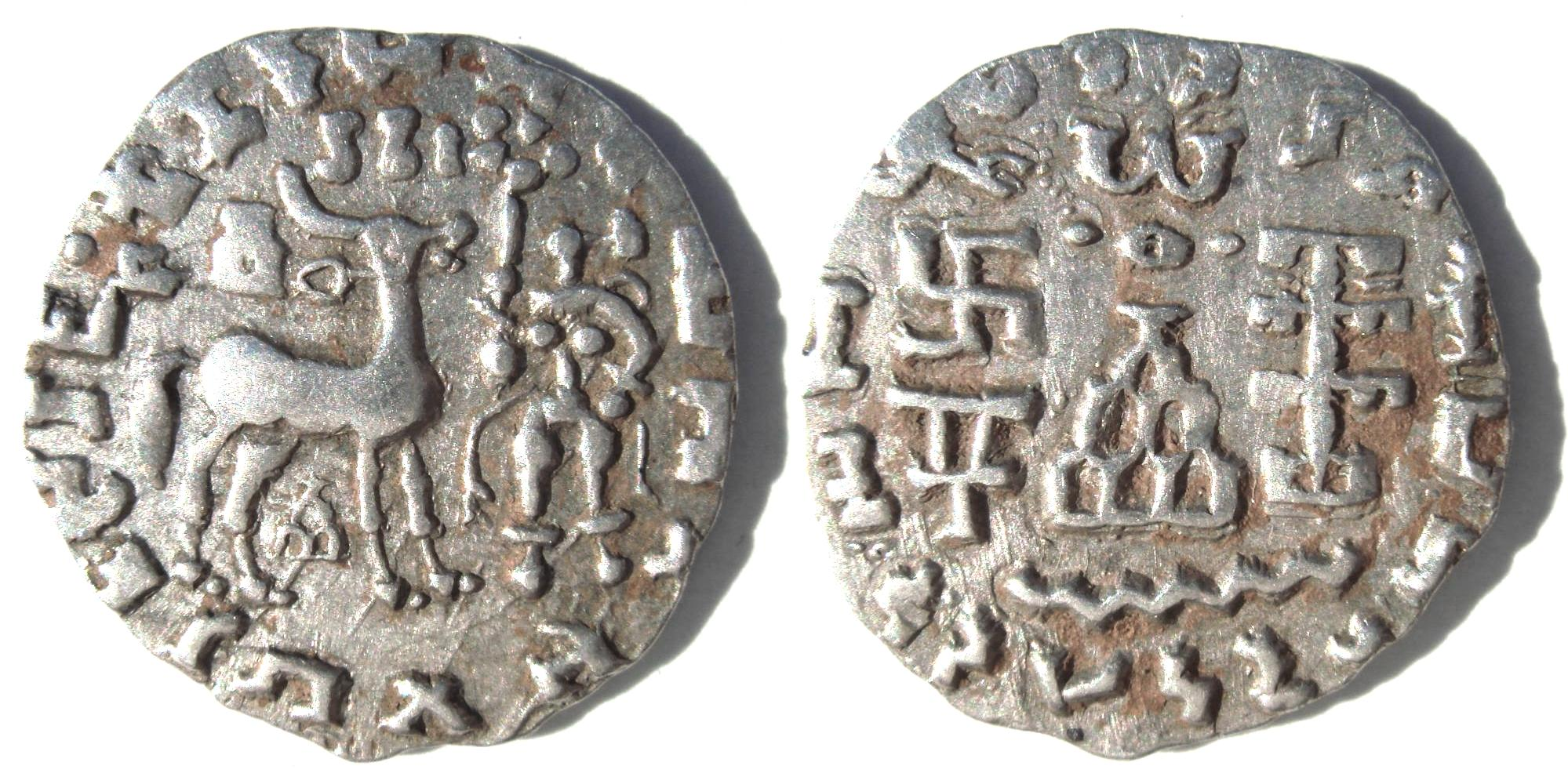
Monteta di Kuninda con un triratna su uno stupa.